# Rio Pinhuã
Rio Pinhuã är ett vattendrag i Brasilien.   Det ligger i delstaten Amazonas, i den västra delen av landet, 2 100 km nordväst om huvudstaden Brasília.
I omgivningarna runt Rio Pinhuã växer i huvudsak städsegrön lövskog. Trakten runt Rio Pinhuã är nära nog obefolkad, med mindre än två invånare per kvadratkilometer.